# Giacomo Aimoni
Giacomo Aimoni (Ponte di Legno, 23 dicembre 1939) è un saltatore con gli sci italiano.

## Biografia
Nato a Ponte di Legno, in provincia di Brescia, nel 1939, a 24 anni ha preso parte ai Giochi olimpici di Innsbruck 1964, sia nel trampolino normale che in quello largo, terminando 28º con 197.3 punti nella prima gara e 13º con 205.9 nella seconda.
È attualmente sposato con Bruna Aimoni e ha 2 figlie, Sara e Silvia.
4 anni dopo ha partecipato di nuovo alle Olimpiadi, quelle di Grenoble 1968, ancora una volta in entrambe le gare, trampolino normale e largo, chiudendo rispettivamente 25º con 195.0 punti e 16º con 195.3.
Ai campionati italiani ha vinto 2 ori e 1 bronzo nel trampolino normale.